# Evandro Teixeira
Evandro Teixeira de Almeida (25. prosince 1935 Irajuba – 4. listopadu 2024 Rio de Janeiro) byl brazilský fotožurnalista, známý svými záznamy o represích vojenských diktatur v Brazílii a Chile, stejně jako o důležitých událostech, jako je smrt Pablo Nerudy. 

## Životopis
Evandro Teixeira se narodil v Irajubě (stát Bahia), tehdy malém městě 307 kilometrů od Salvadoru.  Jeho otec, Valdomiro Teixeira, známý jako Vavá, byl farmář a jeho matka, Almerinda Teixeira de Almeida, známá jako Nazinha, byla ženou v domácnosti.
V roce 1950 se přestěhoval do Jequié, aby pokračoval ve studiu, a pracoval v místních novinách Jornal de Jequié, což mu umožnilo zakoupit svůj první fotoaparát. Poté se přestěhoval do Ipiaú, kde se naučil fotografovat od Teotônia Rochy, bratrance Glaubera Rochy, a tam pracoval v redakci Jornal Rio Novo. V roce 1954 se přestěhoval do Salvadoru, kde absolvoval korespondenční fotografický kurz s José Medeirosem prostřednictvím časopisu O Cruzeiro a pracoval jako stážista v místním Diário de Notícias.
Svou kariéru ve fotožurnalistice začal v roce 1958 v deníku Diário da Noite v Riu. V roce 1963 začal pracovat v Jornal do Brasil (JB),  kde setrval 47 let, až do roku 2010, kdy přestalo vycházet tištěné vydání novin.
V roce 1964 se oženil s profesorkou Marly Caldas de Almeida, se kterou měl dvě dcery. Téhož roku došlo v Brazílii k vojenskému převratu: Teixeirovi se podařilo vstoupit do pevnosti Copacabana v časných hodinách 1. dubna, kdy ji dobyli pučisté, a byl svědkem příjezdu na místo generála Humberta Castelo Branca. Jeho fotografie z té chvíle se druhý den objevila na titulní stránce novin a stala se milníkem v politické historii země.
V roce 1968 dokumentoval pro Jornal do Brasil demonstrace studentského hnutí v Rio de Janeiru a represe vojenské diktatury a pořizoval fotografie, které se staly symbolem boje za svobodu. Mezi nimi konfrontace mezi studenty a policií na koních v centru Ria, známá jako Krvavý pátek a Stotisícový pochod. 
V roce 1973 dkumentoval vojenský převrat v Chile, který svrhl prezidenta Salvadora Allendeho a nastolil diktaturu generála Augusta Pinocheta. Zaznamenal také okamžiky, které následovaly po smrti básníka Pabla Nerudy – jako jediný novinář vyfotografoval Nerudu mrtvého, ještě v nemocnici – a zdokumentoval rozruch v zemi.  V Santiagu se Teixeira spolu s dalšími brazilskými kolegy zúčastnil oficiální návštěvy Národního stadionu, místa zadržování politických vězňů a odkud přicházely stížnosti na porušování lidských práv. Teixeira znal stadion už z reportáže z mistrovství světa v roce 1962, takže se mu podařilo zmást vojenskou delegaci a dostat se do suterénu dějiště, kde viděl mladé studenty namačkané v celách, s puškami namířenými na ně a s rukama na svých hlavách otočených čelem ke zdi. „Seběhl jsem dolů, s fotoaparátem v ruce, a najednou jsem viděl ten plot s uvězněnými studenty, jak trpí, a pak ty ostatní, kteří se opírali o zeď. "Všichni byli zastřeleni," řekl po letech. Teixeira strávil asi dvacet dní v Chile mezi zářím a říjnem 1973 a podařilo se mu zachytit více než 300 fotografií, ale pouze sedm bylo publikováno v Jornal do Brasil, vzhledem k cenzuře, kterou v Brazílii provozovala vojenská vláda. 
Fotografie Evandra Teixeiry jsou součástí muzejních sbírek, jako je Museum of Fine Arts v Curychu, Muzeum moderního umění La Tertulia v Kolumbii; Muzeum umění v São Paulu, Museo de Arte Moderno de Río de Janeiro a Museo de Arte de Río, obě v Rio de Janeiru. Jedna z jeho knih, Photojournalism, je v knihovně George Pompidou Arts Center v Paříži. V roce 1994 byl jeho životopis zařazen do Švýcarské encyklopedie fotografie, která sdružuje nejlepší fotografy světa.  Mezi obdrženými cenami jsou ocenění od UNESCO, Nikon a Inter-American Press Association.
Evandro Teixeira zemřel 4. listopadu 2024 ve věku 88 let na komplikace po zápalu plic.

## Dílo
- Evandro Teixeira. Retratos do tempo – 50 anos de fotojornalismo. [s.l.]: [s.n.], 2015. ISBN 978-8567854762.
- 1968 Destinos 2008. Passeata dos Cem Mil Capa. [s.l.]: [s.n.], 2008. ISBN 978-8586599033.
- Vou viver: tributo ao poeta Pablo Neruda. [s.l.]: [s.n.], 2005.
- Livro das águas. [s.l.]: [s.n.], 2002.
- Canudos: 100 anos. [s.l.]: [s.n.], 1997. ISBN 978-8586599019.
- Fotojornalismo. [s.l.]: [s.n.], 1983. ISBN 978-8585018016.

## Ocenění
- 2016 – Premio Brasil Fotografia, en la categoría Especial
- 2010 – Premio de Cultura del Estado de Río de Janeiro
- 1993 – Premio Especial UNESCO en el Concurso Internacional La Familia
- 1991 – Premio del Concurso Internacional Nikon
- 1975 – Premio del Concurso Internacional Nikon
- 1969 – Premio Sociedad Interamericana de Prensa